# Ilídio Sardoeira
Ilídio Ribeiro Covêlo Sardoeira (Canadelo, 12 de novembro de 1915 - Vila Nova de Gaia, 28 de novembro de 1987) foi um poeta, escritor, conferencista e professor.

## Biografia
Ilídio Ribeiro Covêlo Sardoeira nasceu no Lugar das Carvalhas, freguesia de Canadelo, concelho de Amarante, no dia 12 de novembro de 1915. Era filho de Avelino Alves Sardoeira e de Lizarda Pinto de Miranda e foi casado com Maria Isabel Marques de Andrade Sardoeira, entre 1941 e o ano em que faleceu, 1987. Não teve descendentes.
Estudou nos liceus de Lamego e Vila Real. Licenciou-se em Ciências Biológicas na Universidade do Porto, instituição onde foi assistente, acabando por ser demitido pelo regime salazarista. Foi escritor, poeta, conferencista e ensaísta, pedagogo, professor de Biologia , professor metodólogo e, a partir de 25 de abril de 1974, inspetor-orientador do ensino básico.
Foi detido pela PIDE em maio de 1952 devido ao seu antifascismo e esteve durante vários anos sujeito a controlo domiciliário.
Ilídio Sardoeira exerceu o magistério liceal em Amarante (Colégio de S. Gonçalo), Porto (Liceu D. Manuel II), em Vila Nova de Gaia, em Ponta Delgada (Escola Secundária Antero de Quental) , em Braga, na Figueira da Foz, em Viseu e em Évora.
Desde cedo, Ilídio colaborou com diversos jornais e revistas. Foi diretor dos jornais Alma Nova (1933) e Voz do Marão (1935), e colaborou também com os jornais Flor do Tâmega, O Primeiro de Janeiro e Jornal de Notícias. Quanto à sua colaboração em revistas, destacam-se títulos como Vértice, Seara Nova, Labor, Lusíada e Átomo.
Em 1940, publicou A Minha Aldeia, o seu primeiro livro de poemas. O seu segundo livro poético surge apenas em 1952, com o título Poemas: Fruta Madura, Mundo Em Chamas, Menino Longe. 32 anos mais tarde, em 1984, publica Prisma, cujos poemas fazem parte do livro Poesia de Amarante (coletânea dos anos 80).
Em prosa, publicou livros de divulgação de conhecimento e outros de cariz literário. O primeiro livro deste género literário foi intitulado de “A Origem da Vida” e foi publicado em 1945. No ano seguinte, surge “Cantares de Amigo ou Comentários a um Comentador”.
Já em 1951, o autor edita “Pascoaes, um Poeta de Sempre” e, em 1955, publica uma separata designada “Influência do Princípio da Incerteza no Pensamento de Pascoaes”. No mesmo ano, publica “Evolução: Provas”, seguindo-se “História do Sangue”, em 1957 e, um ano mais tarde, “O Vulcão dos Capelinhos”. Finalmente, divulga uma separata cujo título é “Ciência Filosófica e Homens”.
De destacar são também as suas traduções de autores estrangeiros, sendo exemplos “A Hereditariedade Humana” (da autoria de Jean Rostand) e “A Biologia do Trabalho” (escrito por O. G. Edholm).
Também ajudou à elaboração de livros como “A Teixeira de Pascoaes”, organizado pela Academia de Coimbra em 1951; “Raul Brandão - Homenagem no seu Centenário” (1957) e escreveu os posfácios de “África Vivida: Memórias de um Caçador de Elefantes”, de João Teixeira de Vasconcelos (1957); “Antologia Poética”, dedicada a Teixeira de Pascoaes (1977) e “Vergílio Ferreira e Teixeira de Pascoaes” (estudos sobre Vergílio Ferreira) em 1982.
Ilídio Sardoeira foi também um grande estudioso da obra literária de Teixeira de Pascoaes, tendo escrito livros e realizado uma exposição bibliográfica e iconográfica acerca do mesmo em 1951. Ainda relativamente ao mesmo autor, Ilídio fez parte do júri que atribuiu o Prémio Teixeira de Pascoaes nos anos de 1951 e 1977.
Foi sócio da Sociedade de Geografia de Lisboa, membro da Associação Portuguesa de Escritores e da Associação de Jornalistas e Homens de Letras do Porto.
Enquanto político, foi vereador da Câmara Municipal de Amarante durante uma sessão. Foi também deputado da Assembleia Constituinte pelo Movimento Democrático Português (MDP/CDE), depois da revolução de 25 de abril de 1974 e, finalmente, em 1976, foi candidato pela FEPU à Câmara Municipal de Amarante.
Faleceu na sua residência, na Rua Rocha Leão, nº 240, na freguesia de Santa Marinha, pertencente ao concelho de Vila Nova de Gaia, no dia 28 de novembro de 1987.
Em 1988, um ano após a sua morte, o grupo de Amigos da Biblioteca / Museu de Amarante publicam “Poemas”, que englobou um conjunto de manuscritos não publicados de Ilídio Sardoeira. Em 1989, recebeu a Medalha de Ouro de Mérito Municipal de Vila Nova de Gaia, e em 1990, foi criado o “Prémio Literário Ilídio Sardoeira”.
Hoje em dia, ainda são efetuadas homenagens ao escritor.

## Obra

### Obra científica
- 1945: A Origem da Vida
- 1955: Evolução: Provas
- 1957: História do Sangue
- 1958: O Vulcão dos Capelinhos

### Literatura

#### Publicações em vida
- 1940: A Minha Aldeia
- 1946: Cantares de Amigo ou Comentários a um Comentador
- 1952: Poemas: Fruta Madura, Mundo em Chamas, Menino Longe
- 1984: Prisma

#### Publicações a título póstumo
- 2011: Quem Quer a Madrugada
- 2012: Histórias Para Meninos Crescidos
- 2013: O Primeiro Segredo

### Traduções
- 1952: A Hereditariedade Humana
- 1968: A Biologia do Trabalho
- 1968: A Psicologia da Visão: o Olho e o Cérebro

### Crítica
- 1951: Pascoaes: um Poeta de Sempre
- 1955: Influência do Princípio da Incerteza no Pensamento de Pascoaes
- 1958: Ciência Filosófica e Homens

## Caracterização da obra
Numa fase inicial das suas obras, Ilídio Sardoeira procurou integrar a sua aldeia natal, o seu ponto de vista acerca da época e da sociedade em que estava inserido, retratando os costumes e figuras típicas da sua terra. A obra que melhor pode exemplificar estes aspetos é “A Minha Aldeia” (1940), composta por 4 poemas .
Sardoeira também escreveu trabalhos científicos. Algo que lhe suscitava interesse era o conhecimento da origem dos primeiros seres vivos e a sua evolução, o que resultou na redação de “A Origem da Vida” (1945). Também escreveu a "História do Sangue" (1957). Estes livros tinham como principal função ajudar os alunos a compreender melhor os temas.
Ilídio também é conhecido pelas suas investigações acerca da vida e da obra de Teixeira de Pascoaes. Em livros como “Pascoaes: um poeta de sempre” e “Influência do Princípio de Incerteza no Pensamento de Pascoaes”, o autor dá a conhecer o produto das suas pesquisas.
Ilídio Sardoeira explorou a genética, a zoologia, a bioquímica e a paleontologia em obras como “Evolução: Provas” (1955). Deixa também “uma interrogação sobre o que será a espécie humana no futuro, tendo em conta os modernos processos científicos que têm operado modificações que os nossos antepassados nunca julgaram ser possível verificar”.
Sardoeira deixou também uma diversidade de contos infantis, compilados em obras como "O Primeiro Segredo", "Histórias Para Meninos Crescidos" e "Quem Quer a Madrugada".

### A aldeia
A aldeia (mais concretamente Canadelo) é um tema presente em muitos dos poemas de Ilídio Sardoeira. Livros como "A Minha Aldeia" e "Poemas: Fruta Madura, Mundo em Chamas, Menino Longe" são exemplos onde encontramos este assunto.
No primeiro poema de "A Minha Aldeia", o autor apresenta-nos geograficamente o local, recorrendo também a figuras de estilo para acentuar as descrições:
- Canadelo situa-se entre montanhas ("A minha aldeia fica entre as montanhas");[8]
- a descrição dos montes é feita de modo a gerar efeito de sublimidade ("Há montes que do caos dimanaram, / Em louca desfilada, / E ficaram suspensas no infinito,/Como tomadas de intimo pavor !");[8]
- é um local ventoso. O autor reforça esta ideia com recurso à apóstrofe ("Ó vento rugidor !");[9]
- pelos carreiros circulam, todas as tardes, aldeões que vão dando vida a estes sítios. ("A minha aldeia é cheia de carreiros,/ Que vão de monte a monte.../ E pelas tardes êrmas;/ Meus olhos vão enchê-los de figuras,/ Apagadas na noite de além-mundo,/ E que, à força de sulcos e pègadas,/ Os abriram à vida !").[10]

Sardoeira era também um poeta muito ligado à natureza, chegando até a ser comparado a "Torga, Pascoaes e Alberto Caeiro" . Afirma que assiste "curioso e possuído/ De vago encantamento,/ Ao despontar inquieto de asas novas." Também ao longo dos poemas desta obra, vai fazendo referência a várias espécies de árvores existentes na região.
Ainda que dê um ponto de vista realista acerca da sua realidade, Ilídio Sardoeira também se serve bastante de figuras de estilo, sobretudo da metáfora e da personificação, para enfatizar o seu discurso.

### Ciência
Outro fator importante a destacar é o interesse de Ilídio Sardoeira por esta área. Tomando por exemplo a obra "História do Sangue", o autor descreve o percurso do conhecimento gradual daquilo que é o sangue:
- explica o sistema circulatório;
- apresenta a história dos progressos realizados no âmbito de um melhor conhecimento do sangue.

Os restantes livros científicos (por exemplo, "A Origem da Vida" e "Evolução: Provas") seguem um plano semelhante. A linguagem usada é clara, objetiva e cativante, de forma a tornar fácil a compreensão destes temas aos alunos de ciências ou até mesmo a simples curiosos pelos assuntos.

### Contos infantis
Os contos infantis de Ilídio Sardoeira possuem caráter lúdico-pedagógico, e ainda que sejam destinadas a crianças, as suas lições também se destinam a adultos.
Os textos são escritos com o objetivo de fazer refletir e, em alguns casos, de dar a conhecer a importância de acontecimentos da História portuguesa (como do 25 de abril de 1974, no conto "A Revolução e o Cravo" ). Ao mesmo tempo, permite que o leitor imagine. O autor serve-se de jogos de palavras que criam um efeito dinâmico no texto e de uma linguagem familiar ao público infantil.